# Aphrophorinella
Aphrophorinella is een geslacht van halfvleugeligen uit de familie Aphrophoridae. De wetenschappelijke naam van dit geslacht is voor het eerst geldig gepubliceerd in 1946 door Lallemand.

## Soorten
Het geslacht Aphrophorinella  is monotypisch en omvat slechts de volgende soort:
- Aphrophorias inclyta (Walker, 1858)